# 2007年鐵路
此條目列出2007年發生有關鐵路運輸的事件。

## 事件

### 1月
- 1月5日：首班台灣高速鐵路列車開行，來往板橋至左營全程1小時36分鐘[1]。
- 1月9日：愛沙尼亞政府將愛沙尼亞鐵路的股份自私人投資者買回[2]。
- 1月11日：那不勒斯地鐵6號線（英语：Line 6 (Naples Metro)）通車。
- 1月15日：聖淘沙捷運通車。

### 2月
- 2月7日：在第比利斯，時任格魯吉亞總統米哈伊爾·薩卡什維利、土耳其總理雷傑普·塔伊普·埃爾多安以及阿塞拜疆總統伊利哈姆·阿利耶夫簽署授權協議興建新的巴庫－第比利斯－卡爾斯鐵路[3][4]。
- 2月13日：TGV列車在法國高速鐵路東線試車期間創下了每小時553公里的鐵路速度紀錄[5][6]。
- 2月14日：台灣高速鐵路台北車站開放下車，但仍未開放上車。
- 2月18日：發生2007年友誼快線爆炸案，恐怖分子在一列國際列車友誼快線（英语：Samjhauta Express）引爆，造成68人死亡。
- 2月23日：發生格雷里格列車出軌事故，一列維珍列車在西北英格蘭出軌，一名女長者送院搶救後不治。

### 3月
- 3月2日：台灣高速鐵路開放在台北車站上車。
- 3月16日：仁川都市鐵道1號線由橘峴站延長至桂陽站。
- 3月18日：東北福祉大前站、太子堂站、平田站、野田新町站、櫻花夙川站啟用，仙台機場線通車，Pasmo和Suica可以互相使用。
- 3月19日：大阪高速鐵道國際文化公園都市單軌電車線延長至彩都西站。
- 3月23日：仁川國際機場鐵道部分通車，來往金浦機場站至仁川國際機場站。
- 3月25日：重建後的高幡不動車站重新啟用。
- 3月30日：長項線天安站至溫陽溫泉站複線電氣化。

### 4月
- 4月1日：栗原田園鐵道（日语：くりはら田園鉄道）、鹿島鐵道（日语：鹿島鉄道）停運，西日本鐵道宮地岳線在西鐵新宮站以外的路段廢除，並改名貝塚線。
- 4月3日：TGV再創下每小時574.8公里的速度紀錄。
- 4月7日：第三街輕軌計劃（英语：Third Street Light Rail Project）完工，舊金山輕軌T線開始以平日時刻表運行，造成市內大規模延誤[7]。
- 4月17日：大田都市鐵道1號線延長至盤石站。
- 4月18日：中国铁路第六次大提速实施；吉衡铁路吉安至井冈山段开通。
- 4月23日：埃斯基謝希爾至安卡拉的250公里長高速鐵路開始試運行。
- 4月23日：紐約市第二大道線工程在多次取消工程後重新開工。
- 4月26日：蒙特利爾地鐵橙線由昂利·布哈沙站延長至蒙莫朗西站。

### 5月
- 5月8日：台鐵百福車站啟用。

### 6月
- 6月1日：韓國鐵道公社停運大量車站。
- 6月1日：近江鐵道本線米原站至FUJITEC前站（日语：フジテック前駅）暫時停運，以便進行米原站移動工程。6月8日恢復營運。
- 6月8日：開行最後一班通宵由巴黎開往維也納的東方快車[8]。
- 6月10日：法國高速鐵路東線一期工程投入商业运营，香槟-阿登TGV站、默兹TGV站和洛林TGV站开始啟用，同时兰斯、色当、巴勒迪克等地首次开行TGV列车。
- 6月15日：榜鵝輕軌綠洲站啟用。
- 6月15日：貨運列車開始使用勒奇山基線隧道[9]。
- 6月15日：臺鐵大里車站事故：試運轉電力機車因司機冒進號誌撞上往蘇澳區間車，造成5死17傷[10]。
- 6月26日：巴黎地鐵14號線由弗朗索瓦·密特朗圖書館站南延至奧林匹亞德站。
- 6月28日：廣州地鐵4號線延長至金洲站，深圳地鐵4號線南延至皇崗站。
- 6月：撥出2000萬進行規劃和收地，以便進行澳洲內陸鐵路（英语：Inland Railway）。

### 7月
- 7月27日：馬德里地鐵ML2線（英语：ML2 Line (Madrid Metro)）通車。

### 8月
- 8月15日：東鐵線落馬洲支線通車。
- 8月30日：莫斯科地鐵引水管站開放啟用。

### 9月
- 9月6日：高千穗鐵道延岡站至槙峰站停運。
- 9月12日：伊斯坦堡電車（英语：Istanbul Tram）4號線（英语：T4 (Istanbul Tram)）通車。

### 10月
- 10月1日：危地馬拉鐵路停止營運。
- 10月1日：近畿日本鐵道將養老線交由養老鐵道營運，伊賀線交由伊賀鐵道營運，但保留第三種鐵道事業者身份。
- 10月7日：北京地鐵5號線通車，來往天通苑北站至宋家莊站。
- 10月31日：波士頓通勤鐵路格林布什線（英语：Greenbush Line）啟用。

### 11月
- 11月7日：明斯克地鐵莫斯科線由東方站（英语：Uschod (Minsk Metro)）延長至溪畔站（英语：Uruchcha (Minsk Metro)）。
- 11月12日：倫敦地上鐵開行。
- 11月14日：1號高速鐵路開行客運服務，前往重新興建的聖潘克拉斯車站。
- 11月15日：盛港輕軌農道站啟用。
- 11月24日：夏洛特輕軌藍線（英语：Lynx Blue Line）開始營運。

### 12月
- 12月2日：兩鐵合併，香港地鐵吸納九廣鐵路原有路線，並改名為港鐵。九廣東鐵、九廣西鐵、馬鞍山鐵路、九廣輕鐵以及旺角車站分別改名東鐵綫、西鐵綫、馬鞍山綫、香港輕鐵以及旺角東站，東鐵綫各站同時將各車站的名稱由「XX車站」改為「XX站」[11]。
- 12月11日：南北韓恢復貨運列車運行。
- 12月12日：西雅圖輕軌南湖聯合有軌電車（英语：South Lake Union Streetcar）通車。
- 12月23日：馬德里－華拉度列高速鐵路開始運行，次日馬德里－馬拉加高速鐵路（英语：Madrid–Málaga high-speed rail line）通車。
- 12月24日：莫斯科地鐵阿爾巴特-波克羅夫卡線延長至斯特羅金諾。
- 12月24日：盆唐線加設竹田站。
- 12月27日：中央線複線化營運，成為首都圈電鐵中央線。
- 12月28日：京元線加入德溪站。
- 12月29日：莫斯科地鐵斯利堅斯克林蔭路站啟用。
- 12月29日：上海軌道交通6號線、8號線及9號線通車。
- 12月30日：台鐵汐科車站啟用。